# Beriev A-50

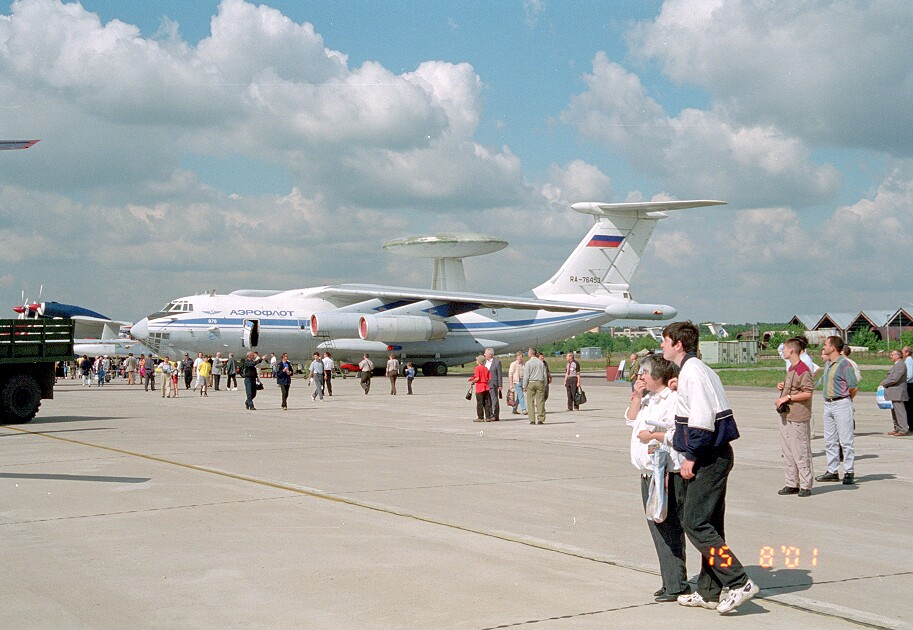
A-50 Skip

De Beriev A-50 Sjmel (Russisch: A-50 Шмель; "hommel") (NAVO-codenaam: Mainstay) is de opvolger van de Toepolev Tu-126 Moss, een van de eerste AWACS systemen van de Sovjet-Unie. Het toestel is de Russische tegenhanger van de Amerikaanse Boeing E-3. De fabrikant is Beriev.
Het toestel is gebaseerd op de transportversie van de Iljoesjin Il-76 en is de vervanger van de verouderde Toepolev Tu-126.
Er zijn tot 1992 43 stuks geproduceerd en de operationele inzet van dit toestel duurt voort tot op heden.
De 15 koppige bemanning werkt met een Liana-rondzoekradar gemonteerd in een draaibare radome. Met deze radar kan de Mainstay 10 jachtvliegtuigen controleren en geleiden. Het toestel beschikt ook over een Vega M volgradar waarmee het gelijktijdig 50 doelen kan volgen in een straal van 230 kilometer (km) en grotere doelen zoals schepen vanaf 400 km rondom.

## Geschiedenis
De eerste vlucht van de A-50 vond plaats in 1980 en het toestel werd bij de Luchtmacht van de Sovjet-Unie operationeel in 1984. Rusland had er negen.
Bij diverse Amerikaanse pogingen om de nieuwe Sovjetradar en luchtverdediging te verschalken bleek de radar van de A-50 beter te presteren dan die van zijn voorganger de Tu-126 Moss. Spoedig bleek ook het manco: de gevoeligheid van de apparatuur.
Vanwege het ontwerp van het toestel was dit onderhevig aan hevige trillingen, wat bijtanken in de lucht onmogelijk maakt. Vanwege de gevoeligheid van de door Beriev OKB geleverde radarapparatuur traden ook veelvuldig kleine storingen op die telkens op de grond verholpen moesten worden. Het toestel werd hierdoor zeer onderhoudsgevoelig.

## Inzet
De Beriev A-50 is ingezet tijdens de Syrische Burgeroorlog en de Russische invasie van Oekraïne sinds 2022. 

### Verliezen
Op 26 februari 2023 is volgens Franak Viacorka, raadgever van Svetlana Tichanovskaja, een A-50 op de luchtmachtbasis Matsjoelisjtsji op 12 km van Minsk in Wit-Rusland beschadigd met twee explosies van twee drones.
Op 14 januari 2024 schoot Oekraïne een A-50 uit de lucht toen deze boven de Zee van Azov vloog. Hierbij kwamen elf of twaalf bemanningsleden om het leven. Aanvankelijk werd er gespeculeerd dat hiervoor een gemoderniseerde S-200 luchtdoelraket was gebruikt maar een half jaar later gaf een Amerikaanse kolonel aan dat het om een door Duitsland gedoneerde Amerikaanse Patriot PAC-2.1-raket ging.
Op 23 februari 2024 raakte Oekraïense of Russische luchtverdediging een A-50 die vervolgens nabij Kraj Krasnodar in Rusland neerstortte.
Tijdens Operatie Spinnenweb op 1 juni 2025, zou de Oekraïense geheime dienst SBU naar verluidt naast 39 strategische bommenwerpers ook twee A-50’s met drones hebben vernietigd of zware schade hebben toegebracht. Er wordt van uitgegaan dat Rusland na deze aanval nog vier A-50’s operationeel heeft.

## Varianten
- Beriev Skip. Een meet- en kalibratietoestel uitgerust met een vaste radar, andere apparatuur en een glazen neus.
- Beriev A-50 Mainstay. Russisch standaard AWC-toestel met een dichte neus en een radome. Geschikt voor lange afstandsdetectie van lucht en zeedoelen op minimale hoogte, voor aansturen van luchtmacht onderscheppingen, voor luchtverdediging tegen inkomende raketten en uitgerust met een automatisch controlesysteem.
- Beriev A-50U. Verbeterde versie met dezelfde capaciteiten als de Mainstay maar met betere (ongevoelig voor trillingen) apparatuur en tevens geschikt voor doelaanwijzing voor de marine en bijtanken in de lucht.
- Beriev A-50I. Versie voor China uitgerust met het Israëlische Phalcon AEW systeem.